# Crash-Landing
Crash-Landing („Bruchlandung“) trägt den Untertitel: Perfect Tunes for The Final Ride („Perfekte Melodien für die letzte Fahrt“) und ist das dritte rein englischsprachige Musikalbum der Düsseldorfer Band Die Toten Hosen. Es wurde von Jon Caffery produziert, in Australien hergestellt und von JKP im Jahr 1999 veröffentlicht.

## Name und Cover
Die Band lehnte sich, wie bei Reich & sexy, an Jimi Hendrix an, diesmal nicht in der Gestaltung des Covers, sondern durch die Übernahme des Titels. Es gibt eine Langspielplatte gleichen Namens von Hendrix aus dem Jahre 1975. Auf dem Cover, gestaltet von Johann Zambryski und The Hosen-Cover-Dept., sind für die Schrottpresse bereitgestellte Autos abgebildet; eines davon trägt das Kennzeichen D-TH 37. Das Booklet enthält neben einem Bandfoto, das von Gabo aufgenommen wurde, die bandeigenen Liedtexte des Albums.

## Entstehung
Nachdem die Band Ende der 1990er Jahre häufig in Argentinien, Australien oder in den skandinavischen Ländern Konzerte gegeben hatte, lag es nahe ein weiteres internationales Album zu produzieren. Hierfür setzte Campino, Texter, Frontmann und Sänger der Band, in Zusammenarbeit mit dem englischen Musiker T. V. Smith einen Teil der Liedtexte von Die Toten Hosen in die englische Sprache um. Wie bei Love, Peace & Money wurden auch diesmal nicht alle Titel wörtlich übersetzt und unterscheiden sich zum Teil erheblich von den Originalversionen. Es handelt sich, neben zwei Musiktiteln vom Album Kauf MICH! aus dem Jahr 1993, hauptsächlich um Lieder vom Album Opium fürs Volk aus dem Jahr 1996, aber auch vier neue Lieder sind dabei. Am Album beteiligt waren zudem die Musiker Andreas von Holst und Michael Breitkopf an den E-Gitarren, Andreas Meurer am E-Bass und die Schlagzeuger Wolfgang Rohde und – bei den neuen Aufnahmen – Vom Ritchie. Die Gesangsspuren wurden neu eingespielt und von Jon Caffery produziert. Bei den englischen Versionen der bereits veröffentlichten Lieder griff man auf dieselben Instrumentalspuren wie bei den Originalversionen zurück, diesmal aber zum Teil um Overdubs erweitert, wie z. B. ein längeres Intro bei The Fly oder zusätzliche Perkussionseffekte in Soul Therapy und Man. Die Abmischung und das endgültige Mastering erfolgte von Michael Schwabe in der Skyline Tonfabrik in Düsseldorf.

## Musiktitel
Die Titel The Producer und The Product sind das englischsprachige Pendant zur Einleitung und zum Lied Umtausch ausgeschlossen! vom Musikalbum Kauf MICH! aus dem Jahr 1993.
Die Songs The Fly (urspr. Die Fliege), Man (urspr. Mensch), Big Bad Wolf (urspr. Böser Wolf), Bonnie & Clyde, Soul Therapy (urspr. Seelentherapie) und Viva la Revolution stammen vom Album Opium fürs Volk. Disneyland (Stays the Same) (urspr. Entenhausen bleibt stabil) war die B-Seite der von diesem Album ausgekoppelten Single Paradies.
Zudem enthält das Album die Titel Pushed Again und Revenge, die im Januar 1998 als Single veröffentlicht worden waren und von denen es keine deutschsprachige Fassung gibt. Hopeless Happy Song und No Escape gibt es ebenfalls nur als englischsprachige Songs.
Die Coverversion des Songs I Fought the Law, ursprünglich von den Crickets hatten die Toten Hosen bereits 1994 auf der B-Seite der Single Kauf MICH! veröffentlicht, ihre Version des Beatles-Songs I Am the Walrus wurde bereits als Zusatzmaterial für die Single Paradies aus dem Jahr 1996 aufgenommen.
Das Album endet mit dem Musikstück Beautiful Day (urspr. Der Letzte Tag), das auf dem Album Kauf MICH! als Hidden Track versteckt war.

## Titelliste
1. The Producer – 0:44 (Rohde / Campino)
2. The Product – 1:23 (Rohde / Campino, T. V. Smith)
3. The Fly – 2:01 (Frege / Campino, Smith)
4. Man – 4:08 (v. Holst / Campino, Smith)
5. Pushed Again – 3:49 (Breitkopf / Campino, Smith[4][5])
6. Big Bad Wolf – 3:53 (v. Holst / Campino, Smith)
7. Bonnie & Clyde – 3:33 (Breitkopf / Campino, Smith)
8. Hopeless Happy Song – 2:55 (Breitkopf, Campino / Campino, Smith)
9. I Am the Walrus – 3:06 Cover von The Beatles (Lennon / McCartney)
10. I Fought the Law – 2:35 Cover von den Crickets (Sonny Curtis)
11. No Escape – 3:33 (v. Holst / Campino, Smith)
12. Soul Therapy – 5:13 (Breitkopf / Campino, Smith)
13. Viva la Revolution – 4:31 (Breitkopf / Campino, Smith)
14. Disneyland (Stays the Same) – 3:27 (Breitkopf / Campino, Hanns Christian Müller, Smith)
15. Revenge – 3:59 (Meurer / Campino, Smith)
16. Beautiful Day – 3:24 (Meurer / Campino, Smith)

## Neuauflage 2007

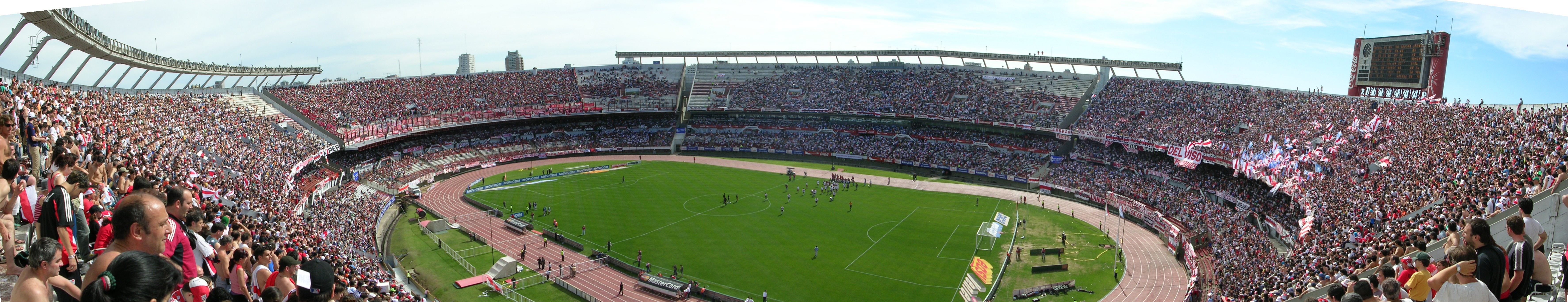
River Plate Stadion in Buenos Aires

Zum 25-jährigen Bestehen der Band wurde unter anderen Crash Landing (hier ohne Bindestrich geschrieben) neu aufgelegt und alle Stücke remastert. Ein neues zweites Booklet enthält ein Interview der Band mit Jan Weiler, in welchem Die Toten Hosen über ihre Eindrücke im Ausland berichten.
Die Auflage enthält zusätzlich eine Coverversion des Liedes Runaway Train Driver, das T. V. Smith im Jahr 1992 auf seinem Album March of the Giants veröffentlicht hatte. Des Weiteren enthält die Neuauflage die Songs Carnival in Rio (Punk Was), Born to Lose (im Original von Johnny Thunders) und Hier kommt Alex als Mitschnitte des Auftritts der Band im River Plate Stadion in Buenos Aires im Jahr 1996 und verschiedene Trailer, die als Ankündigung des Konzertes im Radio Argentina gesendet wurden.
Interpretationen von Elvis Presleys Schlager Love Me Tender, den Punkrockklassikern Blitzkrieg Bop von den Ramones und First Time von The Boys und die beiden Liveversionen von The Return of Alex und Perfect Criminal wurden beim Konzert der Band Die Toten Hosen im New Yorker Club CBGB im Jahr 1992 mitgeschnitten.